# Maren Uthaug
Maren Uthaug, née le 7 octobre 1972 à Kautokeino en Norvège, est une bloggueuse, dessinatrice de presse et romancière danoise.

## Biographie
Uthaug est née le 7 octobre 1972 dans le nord de la Norvège, dans une municipalité peuplée majoritairement par des Samis (comme son père),,. À sept ans, sa famille quitte la Norvège et s'installe au Danemark.
Son blog, lancé en 2009, est l'un des plus lus du Danemark,. Elle publie ensuite régulièrement une bande dessinée nommée Ting jeg gjorde dans le quotidien Politiken.
À partir de 2010, elle publie une série de bandes dessinées intitulée Det er gøy å være same sur la société sami avec un ton satirique et humoristique.
Son roman 11 %, paru en 2022, est récompensé du prix De Gyldne Laurbær (en).